# Appeal to Reason
Appeal to Reason è il quinto album della melodic hardcore band Rise Against, pubblicato il 7 ottobre 2008. L'album è pubblicato con un'etichetta importante, la Geffen, ed è anche la loro prima versione col chitarrista Zach Blair.

## Scrittura e produzione
Il 7 gennaio 2008, venne riportato sul sito ufficiale della band che avevano iniziato un nuovo lavoro sul prossimo album dopo The Sufferer & the Witness, dopo vari e lunghi tour. Quando dissero che tipo di album fosse, Tim McIlrath disse che la band era nel mezzo delle registrazioni con la KRQQ per diversi motivi di tour. Disse inoltre che i produttori dell'album sarebbero stati Bill Stevenson and Jason Livermore e registrato alla The Blasting Room nel Fort Collins, Colorado, dove furono registrati anche Revolutions Per Minute e The Sufferer & the Witness.

## Promozioni e pubblicazioni
Il 17 agosto 2008 i Rise Against posero il loro album finale sul loro profilo MySpace. Il giorno seguente rivelò la lista tracce e il lavoro finale per l'album.
Il 22 settembre 2008 il video completo del singolo Re-Education (Through Labor) fu pubblicato su MTV.com e sul sito ufficiale dei Rise Against. Durante questa pubblicazione la band aggiunse la canzone Collapse (Post-Amerika) sul loro MySpace.
I Rise Against con l'inizio dell'Appeal to Reason Tour (con i Thrice, Alkaline Trio, The Gaslight Anthem) promossero il loro nuovo album il 2 ottobre 2008 a Cleveland, Ohio. Il tour dovrebbe terminare nel tardo 2009.
L'album raggiunse subito il top su iTunes alla sua prima pubblicazione.

## Tracce
1. Collapse (Post-Amerika) – 3:19
2. Long Forgotten Sons – 4:01
3. Re-Education (Through Labor) – 3:43
4. The Dirt Whispered – 3:09
5. Kotov Syndrome – 3:04
6. From Heads Unworthy – 3:42
7. The Strength to Go On – 3:27
8. Audience of One – 4:05
9. Entertainment – 3:35
10. Hero of War – 4:13
11. Savior – 4:02
12. Hairline Fracture – 4:02
13. Whereabouts Unknown – 4:03

Tracce bonus dell'edizione iTunes
1. Elective Amnesia – 3:54
2. Prayer for the Refugee – 4:12

## Formazione
- Tim McIlrath - voce, chitarra
- Zach Blair - chitarra, cori
- Joe Principe - basso, cori
- Brandon Barnes - batteria